# Ústí, Jihlava
Ústí là một làng thuộc huyện Jihlava, vùng Vysočina, Cộng hòa Séc.